# Coolio and Friends
Coolio and Friends è una raccolta di duetti vecchi e nuovi di Coolio, pubblicata nel 2004.

## Tracce
1. Coolio – What Is A MC
2. Vision Of Life – Down Low
3. Sat-r-day – Don't Go (feat. Coolio)
4. Kokane, Yukmouth & Nate Dogg – So Ignorant
5. Coolio – Ghetto Square Dance (Tomekk Remix - DJ Tommeck)
6. Rappers Against Racism – Key to Your Heart
7. Coolio – Knockout Kings (feat. The Replacements)
8. Ice T – Roll with Gees
9. Coolio – The Hustler (feat. Kenny Rodgers)
10. Down Low – Murder
11. Coolio – Somebody Gotta Die (feat. Krayzie Bone)
12. Mac Mall & City Side Crew & Coolio – The North Pole
13. Sat-r-day – Hot Shot
14. L.V. & Prodeje – In the Hood (feat. Coolio)
15. Hoodys – Judgement Day
16. Coolio – Gangbangers (feat. Daz Dallinger & Spade)
17. Rappers Against Racism – I Want to Know What Love Is (feat. Down Low & La Mazz)